# IR Tanger
IR Tanger (arabisch الإتحاد الرياضي لطنجة, DMG al-Ittiḥād ar-riyāḍī li-Ṭanǧa) ist ein marokkanischer Fußballverein aus Tanger. Der Verein wurde 1983 gegründet. Der Klub trug seine Heimspiele bis 2011 im Stade de Marchan in Tanger aus. Danach zog man in das neugebaute Grand Stade de Tanger um.

## Trainer
- Jorvan Vieira (1984–1986)
- Abdelhak Benchikha (2015–2017)

## Spieler
- Mohamed Amsif
- Adil Chihi
- Soufian El Hassnaoui
- Ahmed Reda Tagnaouti

## Erfolge
- Marokkanischer Meister: 2018
- Marokkanischer Vizemeister: 1990
- Marokkanischer Zweitligameister: 2001, 2015